# TSMC
Taiwan Semiconductor Manufacturing Company, Limited (znaky: 臺灣積體電路製造股份有限公司; pinyin: táiwān jītǐ dìanlù zhìzào gǔfēn yǒuxìan gōngsī, zkratka 台積電 tái jī dìan či TSMC), je největší světový specializovaný nezávislý výrobce polovodičových disků (tzv. waferů). Sídlí v Hsinchu Science Park v Sin-ču na Tchaj-wanu, s tím, že má další pobočky v Severní Americe, Evropě, Japonsku, Číně, Jižní Koreji a Indii.
Přestože nabízí různé výrobní řady, nejznámější je pro řadu logických čipů. S TSMC spolupracují světoznámí výrobci procesorů a integrovaných obvodů jako např. Apple, Qualcomm, Broadcom, MediaTek, Altera, Marvell, NVIDIA. V posledních letech se významným zákazníkem stalo AMD. I výrobci čipů, kteří jisté polovodičové kapacity vlastní, část své produkce outsourcují u TSMC. V současné době je společnost technologickým leaderem v oblasti polovodičových čipů, jelikož nabízí nejpokročilejší výrobní procesy.

## Ochrana duševního vlastnictví
Roku 2005 firma žalovala čínského výrobce čipů Semiconductor Manufacturing International Corporation (SMIC) pro krádež duševního vlastnictví a soudy jí přiznaly urovnání ve výši 175 mil. dolarů. Další žalobu na stejnou čínskou firmu řešily soudy roku 2009 a uznaly oprávněnost 61 z celkových 65 nároků. TSMC přiznaly nárok na odškodnění ve výši 200 mil. dolarů a právo na 10 % podílu z vydaných akcií SMIC. Roku 2020 obvinily USA firmu SMIC ze spolupráce s Čínskou lidovou armádou a uvalily na ni sankce.
Roku 2019 soudy řešily vzájemné spory s americkou firmou GlobalFoundries, která původně žalovala TSMC pro porušení patentového práva a vzápětí byla ze strany TSMC žalována pro porušení jejích 25 patentů. V říjnu 2019 obě firmy uzavřely dohodu o vzájemném sdílení svých patentů.

## Výrobní procesy
TSMC nabízí široké portfolio možných výrobních procesů pro své zákazníky. Od zastaralých mikrometrových procesů až po moderní vysoce pokročilé procesy jako 7nm s technologii EUV či 5nm proces. Důležitou roli při výrobě čipů s velkou hustotou až 100 milionů tranzistorů na milimetr čtvereční hrají vysoce výkonné laserové zesilovače TRUMPF, produkující extrémně ultrafialové záření (EUV) pro osvěcování waferu. Společnost TSMC od roku 2018 začala používat ve velkém litografii pro výrobu 7 nm (N7) čipů a zvýšila výrobní kapacitu na čtyřnásobek. V roce 2021 již bude polovina vyrobených čipů s technologií 6 nm (N6). Roku 2020 již byla zahájena sérová výroba 5 nm čipů (N5), které mají oproti N7 o 80 % vyšší hustotu, ale také o 15 % vyšší výkon, nebo 30 % nižší spotřebu.
Ve druhé polovině roku 2022 se má zahájit sériová výroba 3nm čipů. Generace N3 slibuje o 70 % vyšší hustotu a o 15 % vyšší výkon, nebo o 30 % nižší spotřebu než N5.
TSMC zároveň ve spolupráci s partnery a vědeckými týmy z různých univerzit (NTU, MIT) vyvinulo jednu z klíčových technologií pro 1nm výrobu, která by mohla být zahájena kolem roku 2025.
- 0.13 μm (options: general-purpose (G), low-power (LP), high-performance low-voltage (LV)).
- 90 nm (based upon 80GC from Q4/2006),
- 65 nm (options: general-purpose (GP), low-power (LP), ultra-low power (ULP), LPG).
- 55 nm (options: general-purpose (GP), low-power (LP)).
- 40 nm (options: general-purpose (GP), low-power (LP), ultra-low power (ULP)).
- 28 nm (options: high-performance (HP), high-performance mobile (HPM), high-performance computing (HPC), high-performance low-power (HPL), low-power (LP), high-performance computing Plus (HPC+), ultra-low power (ULP)) with HKMG.
- 22 nm (options: ultra-low power (ULP), ultra-low leakage (ULL))
- 20 nm
- 16 nm (options: FinFET (FF), FinFET Plus (FF+), FinFET Compact (FFC))
- 12 nm (options: FinFET Compact (FFC), FinFET NVIDIA (FFN)), enhanced version of 16 nm process.
- 10 nm[8] (options: FinFET (FF))
- 7 nm (options: FinFET (FF), FinFET Plus (FF+), FinFET Pro (FFP), high-performance computing (HPC))
- 6 nm (options: FinFET (FF)), enhanced version of 7 nm process.
- 5 nm (options: FinFET (FF)).

## Zisky
Následující tabulka zaznamenává roční příjmy společnosti v letech 1997–2020.
| 1997    | 1998      | 1999      | 2000      | 2001    | 2002    | 2003    | 2004    | 2005    | 2006    |
| ------- | --------- | --------- | --------- | ------- | ------- | ------- | ------- | ------- | ------- |
| 43,927  | 50,422    | 73,067    | 166,189   | 125,881 | 162,301 | 202,997 | 257,213 | 266,565 | 317,407 |
| 2007    | 2008      | 2009      | 2010      | 2011    | 2012    | 2013    | 2014    | 2015    | 2016    |
| 322,631 | 333,158   | 295,742   | 419,538   | 427,081 | 506,754 | 597,024 | 762,806 | 843,497 | 947,938 |
| 2017    | 2018      | 2019      | 2020      |         |         |         |         |         |         |
| 977,477 | 1,031,474 | 1,069,985 | 1,339,255 |         |         |         |         |         |         |